# Distrito de Aguas Verdes
El distrito de Aguas Verdes es uno de los cuatro que conforman la provincia de Zarumilla en el departamento de Tumbes en el Norte del Perú.  Limita por el Norte con el Océano Pacífico; por el Oeste con el distrito de Zarumilla, por el Este con el Ecuador; y por el Sur con el distrito de Papayal.

## Historia
Fue creado por Ley N.º 24074 del 11 de enero de 1985, en el segundo gobierno del Presidente Fernando Belaúnde.

## Demografía

### Población
Según el Censo 2007 el distrito tiene una población de 16 058 hab. 

### Religión
Según datos del censo de 2007, el 80 % de la población del distrito es católica, el 15 % es miembro de alguna iglesia evangélica, el 3 % manifiesta no profesar ninguna religión, mientras que el 3 % dice profesar alguna otra creencia. En el caso de los católicos desde el punto de vista jerárquico de la Iglesia católica, forman parte de la Vicaría foránea de Tumbes de la arquidiócesis de Piura.

## Geografía

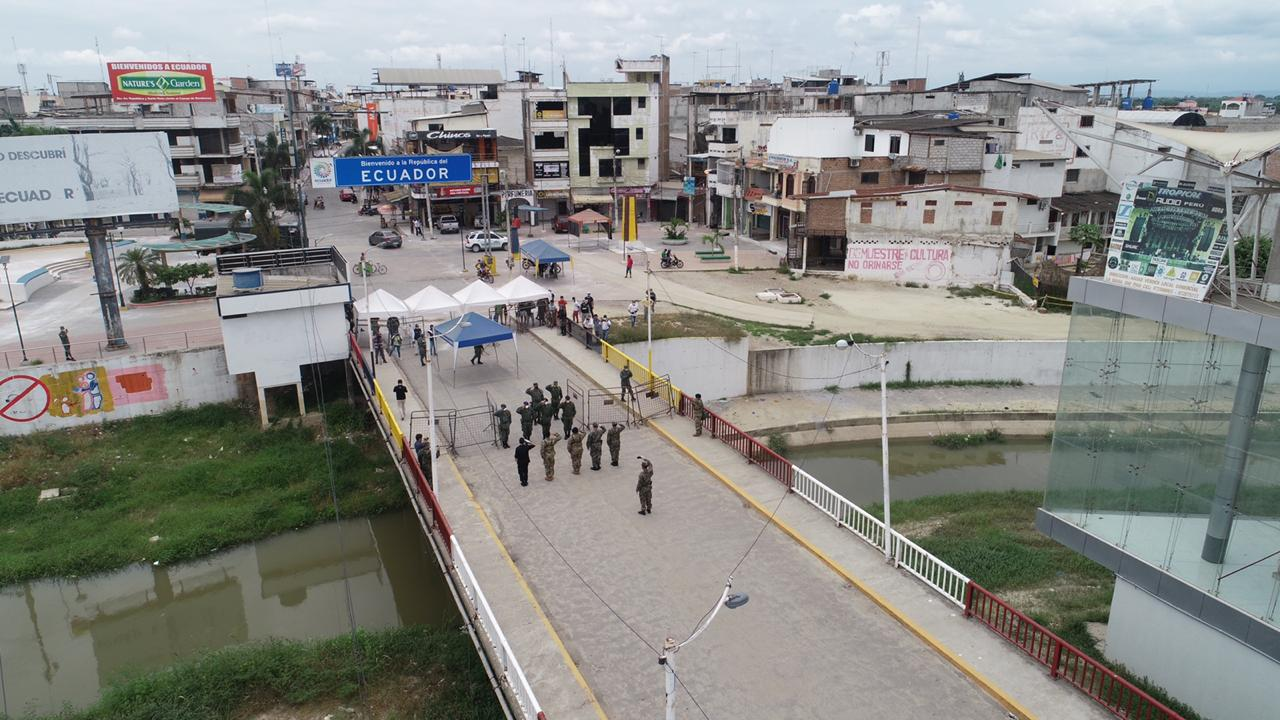
Vista del puente Internacional sobre el río Zarumilla desde el lado peruano

El distrito tiene una superficie de 46.06 km² y tiene una población aproximada de 13 000 habitantes. El distrito de Aguas Verdes forma parte de la Conurbación binacional de Huaquillas-Zarumilla en donde viven 82 227 habitantes en una superficie de 231 km², siendo esta área metropolitana la más poblada binacionalmente entre el Perú y Ecuador y también la 2.ª más poblada entre cualquier otra ciudad fronteriza peruana con Bolivia, Brasil, y Colombia (aunque se estima que Iñapari muestre un crecimiento incipiente junto con Assis Brasil por la carretera interoceánica), Es solamente superada por la conurbación binacional Tacna-Arica entre Perú y Chile que contiene más de 425 000 habitantes.

## Economía

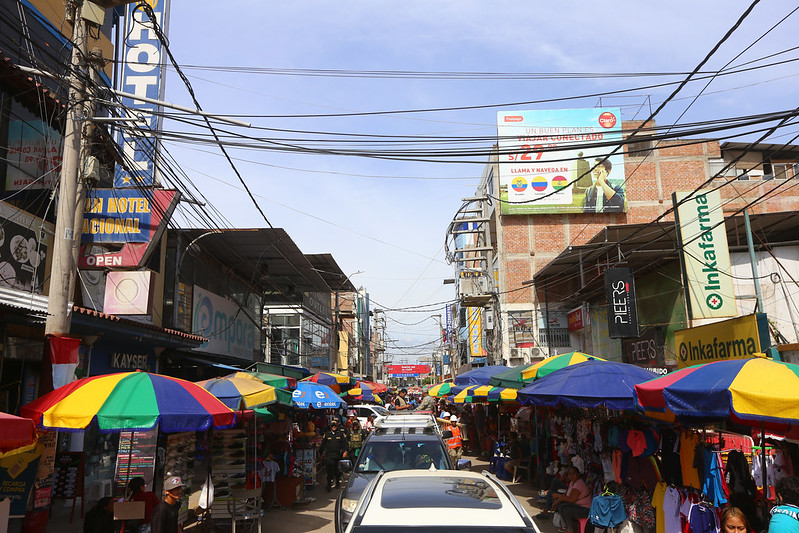
Avenida República del Perú en Aguas Verdes.

El comercio fronterizo es una buena fuente de ingresos para la localidad con la llegada de residentes ecuatorianos a hacer sus compras a las tiendas locales, en especial durante fechas como Navidad y aprovechando la tasa de cambio con el dólar estadounidense.

## Localidades
De acuerdo al INEI, dentro del distrito se encuentran los siguientes centros poblados:
- Aguas Verdes
- Cuchareta Alta
- Cuchareta Baja
- La Curva
- Loma Saavedra
- Nueva Esperanza
- Pocitos

## Autoridades

### Municipales
- 2023 - 2026[4]
  - Alcalde: Enrique Chapoñan Díaz, de Aguas Verdes.
  - Regidores:

  1. Javier Eduardo Valdiviezo Ruesta (Aguas Verdes Nueva Generación)
  2. José Luis Yovera Silupu (Aguas Verdes Nueva Generación)
  3. Cinthia Vanessa Porras Nole (Aguas Verdes Nueva Generación)
  4. Yessica Del Rosario Severino Durand (Aguas Verdes Nueva Generación)
  5. Paulo Alexis Torres Portilla (Fuerza Popular)

Alcaldes anteriores
- 2015 - 2018:[5] Arq. Franklin Silupu Tello, del Movimiento independiente Aguas Verdes Rumbo Al Éxito 2014 (AVRAC).
- 2011 - 2014:[6] Tomás Arizola Olaya, del Movimiento independiente Todos Por Aguas Verdes (TPAV).

### Policiales
- Comisario: Mayor PNP.